# Liga Nacional de Pólo Aquático Feminino de 2017
A Liga Nacional de Pólo Aquático Feminino de 2017 foi a 14ª edição do principal torneio de pólo aquático feminino do Brasil, sendo organizado pela primeira vez pela Liga Brasileira de Pólo Aquático com a chancela da Confederação Brasileira de Desportos Aquáticos (CBDA). A competição ocorreu de 22 de setembro a 9 de dezembro.

## Participantes
| Equipe    | Cidade         | Estado | Títulos             |
| --------- | -------------- | ------ | ------------------- |
| ABDA      | Bauru          | SP     | 0 (não possui)      |
| Flamengo  | Rio de Janeiro | RJ     | 2 (último em 2015)  |
| Pinheiros | São Paulo      | SP     | 10 (último em 2014) |
| SESI      | São Paulo      | SP     | 0 (não possui)      |

## Primeira Fase

### Classificação
| Pos | Times     | Pts | J | V | E | D | GP | PC | SP | Classificação ou rebaixamento   |
| --- | --------- | --- | - | - | - | - | -- | -- | -- | ------------------------------- |
| 1   | ABDA      | 0   | 0 | 0 | 0 | 0 | 0  | 0  | 0  | Classificados para a Fase final |
| 2   | Flamengo  | 0   | 0 | 0 | 0 | 0 | 0  | 0  | 0  | Classificados para a Fase final |
| 3   | Pinheiros | 0   | 0 | 0 | 0 | 0 | 0  | 0  | 0  | Classificados para a Fase final |
| 4   | SESI      | 0   | 0 | 0 | 0 | 0 | 0  | 0  | 0  | Classificados para a Fase final |

## Fase Final
|  | Semifinais | Semifinais |  |  | Final          | Final |  |
|  |            |            |  |  |                |       |  |
|  |            |            |  |  |                |       |  |
|  |            |            |  |  |                |       |  |
|  |            |            |  |  |                |       |  |
|  |            |            |  |  |                |       |  |
|  |            |            |  |  |                |       |  |
|  |            |            |  |  |                |       |  |
|  |            |            |  |  |                |       |  |
|  |            |            |  |  |                |       |  |
|  |            |            |  |  |                |       |  |
|  |            |            |  |  | Terceiro lugar |       |  |
|  |            |            |  |  |                |       |  |
|  |            |            |  |  |                |       |  |
|  |            |            |  |  |                |       |  |

## Premiação
| Liga Nacional de Polo Aquático Feminino de 2017 |
| ----------------------------------------------- |
| A definir Campeão (?º Título)                   |